# Daniel Kaczmarek
Daniel Kaczmarek (ur. 2 czerwca 1997 w Lesznie) – polski żużlowiec, zawodnik Wybrzeża Gdańsk.

## Kariera
Wychowanek Unii Leszno. Licencje żużlową zdał 12 czerwca 2012 roku na torze w Częstochowie. 
W sezonach 2012-2016 reprezentował Unię Leszno, z której był wypożyczany do: Kolejarza Opole (2013) - II liga, 1,050 pkt / bieg, Speedway Wanda Kraków (2014-2015) 2014 - II liga, 1,283 pkt/bieg, 2015 - I liga, 1,217 pkt/bieg. 
W roku 2016 startował zarówno w Ekstralidze, reprezentując Unię, jak i w II lidze jako gość, gdzie bronił barw KSM Krosno. W najwyższej klasie rozgrywkowej jego średnia wyniosła 1.000 pkt/bieg, a w najniższej - 1.737 pkt/bieg. W tym samym roku zdobył tytuł Młodzieżowego Indywidualnego Mistrza Polski, a także Młodzieżowe Mistrzostwo Polski Par Klubowych z Unią Leszno. 
Przed sezonem 2017 podpisał kontrakt z Get Well Toruń. W 2017 roku uzyskał średnią biegopunktową 0.958, i został sklasyfikowany na 49 z 55 miejsc w Ekstralidze. W 2018 roku jego średnia wyniosła 1.543, co dało 34. miejsce na 51 sklasyfikowanych zawodników. 
W sezonie 2019 reprezentował Unię Tarnów. Uzyskał średnią 1.530 pkt/bieg w I lidze. W 2020 średnia ta zmalała do 1.148 pkt/bieg. 
W sezonie 2021 bronił barw TŻ Ostrovii. Wystąpił tylko w 9 biegach, zdobył w nich 14 punktów, co przełożyło się na średnią 1.556 pkt/bieg. 
W 2022 roku w barwach II ligowego Kolejarza Rawicz uzyskał średnią 2.166 pkt/bieg, co dało mu czwarte miejsce w klasyfikacji indywidualnej. 
Przed sezonem 2023 zawodnik podpisał kontrakt w Wybrzeżu Gdańsk. W rozgrywkach I ligi zdobył 103 punkty i 12 punktów bonusowych w 74 startach, co przełożyło się na średnią 1.554 pkt/bieg. 
W sezonie 2024 zdobywał punkty dla Orła Łódź. Uzyskał średnią 1.379 pkt/bieg, co dało mu 38. miejsce w klasyfikacji indywidualnej w 2 Ekstralidze. 
Po rocznej przerwie, w sezonie 2025 reprezentować będzie barwy Gdańskiego Wybrzeża, które spadło do Krajowej Ligi Żużlowej. 
Występował w lidze Duńskiej, reprezentując w sezonach 2015-2016 drużynę Fjelsted Speedway. 
Finalista turniejów o Brązowy Kask w sezonach 2013 (XI m.), 2014 (XI m.), 2015 (IX m.) i 2016 (II m.) oraz Srebrny Kask w sezonie 2014 (IX m.).  
Medalista Młodzieżowych Mistrzostw Polski Par Klubowych (2015 - srebrny medal, 2016 - złoty medal). 
W dniu 16 lipca 2016 r. na torze w Częstochowie zdobył tytuł Młodzieżowego Indywidualnego Mistrza Polski.

## Starty wGrand Prix

### Punkty w poszczególnych zawodachGrand Prix
| Sezon 2016           |                      |                    |                         |                                |                          |                                 |                      |                       |                   |                          |         |         |         |         |         |         |         |         |         |         |         |        |        |        |        |        |        |        |        |        |        |        |        |
| GP Słowenii – Krško  | GP Polski – Warszawa | GP Danii – Horsens | GP Czech – Praga        | GP Wielkiej Brytanii – Cardiff | GP Szwecji – Målilla     | GP Polski – Gorzów Wielkopolski | GP Niemiec – Teterow | GP Sztokholmu – Solna | GP Polski – Toruń | GP Australii – Melbourne | miejsce | miejsce | miejsce | miejsce | miejsce | miejsce | miejsce | miejsce | miejsce | miejsce | miejsce | punkty | punkty | punkty | punkty | punkty | punkty | punkty | punkty | punkty | punkty | punkty |        |
| –                    | –                    | –                  | –                       | –                              | –                        | 1                               | –                    | –                     | –                 | –                        | 30      | 30      | 30      | 30      | 30      | 30      | 30      | 30      | 30      | 30      | 30      | 1      | 1      | 1      | 1      | 1      | 1      | 1      | 1      | 1      | 1      | 1      |        |
| Sezon 2018           |                      |                    |                         |                                |                          |                                 |                      |                       |                   |                          |         |         |         |         |         |         |         |         |         |         |         |        |        |        |        |        |        |        |        |        |        |        |        |
| GP Polski – Warszawa | GP Czech – Praga     | GP Danii – Horsens | GP Szwecji – Hallstavik | GP Wielkiej Brytanii – Cardiff | GP Skandynawii – Målilla | GP Polski – Gorzów Wielkopolski | GP Słowenii – Krško  | GP Niemiec – Teterow  | GP Polski – Toruń | miejsce                  | miejsce | miejsce | miejsce | miejsce | miejsce | miejsce | miejsce | miejsce | miejsce | miejsce | miejsce | punkty | punkty | punkty | punkty | punkty | punkty | punkty | punkty | punkty | punkty | punkty | punkty |
| –                    | –                    | –                  | –                       | –                              | –                        | –                               | –                    | –                     | 2                 | 25                       | 25      | 25      | 25      | 25      | 25      | 25      | 25      | 25      | 25      | 25      | 25      | 2      | 2      | 2      | 2      | 2      | 2      | 2      | 2      | 2      | 2      | 2      | 2      |

| Statystyki        | Statystyki |
| ----------------- | ---------- |
| Starty            | 2          |
| Zwycięstwa        | 0          |
| Miejsca na podium | 0          |
| Finalista         | 0          |
| Punkty            | 3          |

## Mieszane sztuki walki
Pierwszą walkę w MMA odbył 18 czerwca 2021 roku na gali MMA-VIP 2. Pierwszą porażkę odniósł poprzez jednogłośną decyzją sędziów.
| Wynik     | Bilans | Przeciwnik      | Rozstrzygnięcie       | Runda | Czas | Rozgrywki                        | Data       | Miejsce     | Uwagi        |
| --------- | ------ | --------------- | --------------------- | ----- | ---- | -------------------------------- | ---------- | ----------- | ------------ |
| Przegrana | 0-1    | Kamil Wieczorek | Decyzja (jednogłośna) | 3     | 3:00 | MMA-VIP 2: Igrzyska Rozkminiaczy | 18.06.2021 | Częstochowa | Debiut w MMA |

## Osiągnięcia
Młodzieżowe Indywidualne Mistrzostwa Polski
2016 - Częstochowa - I miejsce
Mistrzostwa Polski Par Klubowych
2017 - Rawicz - III miejsce
Młodzieżowe Mistrzostwa Polski Par Klubowych
2016 - Rybnik - I miejsce